# Палеха Катерина Борисівна
Катерина Борисівна Палеха (нар. 20 вересня 1980 р.) — спортсменка з України. Вона змагається у стрільбі з лука.

## З життєпису
Представляла Україну на літніх Олімпійських іграх 2004 року та Літніх Олімпійських іграх 2012 року.
На літніх Олімпійських іграх 2004 року вона посіла 59-е місце в індивідуальному рейтинговому раунді серед жінок із оцінкою 72 очки з 595. У першому раунді перестрілки вона зіткнулася з 6-м рейтингом Юань Шуці з китайського Тайбею. У поєдинку з 18 пострілів Палеха програла 162—158, посівши 33-е місце в індивідуальній стрільбі з лука серед жінок.
Палеха також була учасницею збірної України на 6-му місці у змаганнях із стрільби з лука серед жінок.
На літніх Олімпійських іграх 2012 року вона програла Міранді Лік на етапі 64. Українська команда, до якої вона входила, також програла в першому турі японській команді.